# René-Charles Guilbert de Pixérécourt
René-Charles Guilbert de Pixerécourt (Nancy, 22 de janeiro de 1773 — Nancy, 27 de julho de 1844) foi um dramaturgo e tradutor literário francês.

## Biografia
Pixerécourt conheceu uma existência tão movimentada quanto a acção de um bom melodrama. Descendente da nobreza militar provinciana, não teve uma carreira escolar brilhante em Nancy, mas apesar disso iniciou estudos de Direito em Paris. Quando ocorreu a Revolução Francesa, refugiu-se em Coblence com a família e alistou-se na Armée des Émigrés (ou Exército dos Príncipes). Uma paixão amorosa durante o Terror levou-o à Lorraine, e depois a Paris, cidade onde viveu na miséria e em semi-clandestinidade. Nesse período pintou iluminuras em leques, leu Jean-Pierre Claris de Florian e lançou as suas primeiras composições teatrais, em diferentes géneros.
O autor de Coelina e de La Femme à deux maris foi também um dos primeiros a dar um lugar às encenações das obras teatrais. Aí, também, ele será um inovador. Suas concepções sobre o assunto lembram fortemente as ideias professadas hoje em dia sobre a questão. Ele foi,incontestavelmente, o primeiro director de teatro, dentro do conceito que a palavra tem atualmente. Sobre este ponto, temos em Alexander Piccini um precioso testemunho: «Ele não era apenas o autor de suas peças, mas, ainda, ele desenhava os figurinos, fazia o plano dos cenários,explicava aos maquinistas como executar os movimentos. Cena por cena, ele dava aos atores indicações sobre seus papéis. Suas obras ganhariam muito se ele pudesse ter interpretado todos os personagens».